# اسکار فیشر
اسکار فیشر (انگلیسی: Oskar Fischer؛ زادهٔ ۱۹ مارس ۱۹۲۳ – درگذشتهٔ ۲ آوریل ۲۰۲۰) یک سیاست‌مدار و دیپلمات اهل آلمان بود.
اسکار فیشر در ۲ آوریل ۲۰۲۰، در سن ۹۷ سالگی در برلین درگذشت.